# (6311) Porubčan
(6311) Porubčan, désignation internationale (6311) Porubcan, est un astéroïde de la ceinture principale.

## Description
(6311) Porubcan est un astéroïde de la ceinture principale. Il fut découvert le 15 septembre 1990 à l'Observatoire Palomar par Henry E. Holt. Il présente une orbite caractérisée par un demi-grand axe de 2,29 UA, une excentricité de 0,22 et une inclinaison de 5,2° par rapport à l'écliptique.

## Compléments